# José Wenceslao Marin López
José Wenceslao Marín López († l'Hospitalet de Llobregat, 1939) fou el primer alcalde de l'Hospitalet de Llobregat durant el franquisme.
El 1934 es va traslladar a viure a l'Hospitalet de Llobregat. D'ideologia conservadora, durant la Segona República Espanyola va simpatitzar amb la dreta local i va militar inicialment en la CEDA (o potser en la Lliga Regionalista) i finalment a Renovación Española.
Durant la guerra civil espanyola va romandre a l'Hospitalet de Llobregat, on va treballar per a la quinta columna, raó per la qual fou empresonat al castell de Montjuïc fins a la fi del conflicte. El 3 de febrer de 1939 fou nomenat alcalde de la primera gestora municipal de l'Hospitalet de Llobregat. Durant el seu mandat també fou president de la gestora de la Unió Esportiva de Sants i un dels impulsors de la Volta Ciclista a Catalunya. L'octubre de 1939, però, fou destituït per les autoritats locals sota l'acusació de frau en l'abastiment de la ciutat en la venda de material de recuperació i tancat a la presó juntament amb el seu secretari Joan Coca. Va morir poc després.